# 分裂超对称
分裂超对称（split supersymmetry）是在粒子物理中超越标准模型的物理学提议。

## 历史
分裂超对称性最初是在三篇论文中分别提出的。第一篇是詹姆斯·威尔斯在2003年6月发表的，内容相对较为谨慎，稍微放松了希格斯势的自然性假设。2004年5月，尼玛·阿卡尼-哈梅德和萨瓦斯·迪莫普洛斯认为，在希格斯区域的自然性可能不是提出超越标准模型新物理的准确指导原则，并主张超对称性可以以不同方式实现，保持规范耦合统一并具有暗物质候选者。同年6月，吉安·朱迪切和安德烈亚·罗马尼诺从一个普遍的角度证明，如果想要规范耦合统一和暗物质候选者，分裂超对称性是存在的几种理论之一。

## 优点和缺点
分裂超对称性允许规范耦合统一，因为质量远高于TeV尺度的粒子在统一中不起主要作用。这些粒子是引力微子-它与其他粒子的耦合很小（接近于引力相互作用），以及标准模型费米子的标量伙伴，即标量夸克和标量轻子。后者将所有规范耦合的贝塔函数一起移动，不影响它们的统一，因为在大一统理论中，它们形成完整的SU(5)多重态，就像一个完整的粒子代数一样。分裂超对称也解决了引力微子宇宙学问题，因为引力微子的质量比TeV高得多。质子衰变速率的上限也可以得到满足，因为夸克的质量也很大。另一方面，与传统的超对称不同，分裂超对称并没有解决层次性问题，这一问题自1979年以来一直是提出超越标准模型新物理的主要动机之一。一种提议是，由于人类原因，通过假设精细调整来“解决”层次性问题。